# Horská turistika v Norsku
Tento článek popisuje horskou turistiku v Norsku.
S téměř 20 000 kilometry značených turistických stezek je Norsko doslova rájem pro turisty. Návštěvníkům je tu k dispozici asi 300 turistických chat, rozesetých po všech oblastech. Turistické chaty se stálou obsluhou pracují na vysoké úrovni, a jsou to skoro jakési horské hotely. Od chat, kde si hospodaříme sami, si můžeme vypůjčit klíč u DNT (Norský svaz horské turistiky). V chatě najdeme i dostatečné zásoby jídla. Tento systém je naprosto jedinečný a svědčí o veliké důvěře v turisty, kteří chat využívají.
Norská zima trvá opravdu velmi dlouho, ještě v květnu tu lze lyžovat. Před koncem června by se neměly podnikat žádné výpravy. Chaty se obvykle otvírají o posledním víkendu v červnu - v tu dobu jsou také opět sestaveny všechny mosty. Na počátku turistické sezony musíme také počítat s vysokým stavem vody na řekách. Podle toho, v jaké nadmořské výši podnikáme túry, si musíme uvědomit, že i uprostřed léta budeme muset překonávat sněhová pole. Hlavní sezona, kdy jsou chaty nejvíc obsazené, začíná uprostřed července a končí v polovině srpna. Za ideální období můžeme pokládat srpen: Voda v řekách v té době klesá na nejnižší úroveň, pravděpodobnost, že nás zastihne sněhová vánice, je velmi malá, a můžeme očekávat delší období slunného počasí. Opravdu působivé jsou barvy podzimu počátkem září. Turistické chaty končí provoz v polovině září.
Při plánování túr by měli "nováčci" v Norsku počítat s tím, že tady povětrnostní poměry v 1000 metrech nadmořské výšky odpovídají poměrům ve výšce 2000 metrů v Alpách. Na západě země a v blízkosti fjordů panuje jen zřídka stálé počasí, což znamená, že musíme být neustále připraveni na jakékoli počasí, tj. mít nepromokavé oblečení a pevné boty do nepohody. Musíme být připraveni na kamenité cesty vyžadující neustálou pozornost. I když jsou turistické stezky značeny červenými "T" nebo kamennými mohylkami, nikdy se nevydávejme na cestu bez mapy a kompasu.
Denní etapy jsou rozvrženy na čtyři až sedm hodin pochodu - musíme na to být tedy připraveni kondičně. Čím lehčí máme batoh, tím je túra snazší. Doporučuje se nanejvýš 8 kilogramů pro ženy a 10-12 kilogramů pro muže. Musíme tedy věci pečlivě sbalit. Téměř všechny chaty s obsluhou mají sušárnu, takže si i během túry můžeme něco přeprat.

## Jotunheimen
V tomto národním parku, položeném v centrálním jižním Norsku, se tyčí nejvyšší hory v zemi; Galdhøpiggen, který je nejvyšší, vystupuje do 2469 metrů. V této alpinní oblasti Norska najdeme přes 150 vrcholů, které jsou vyšší než 2300 metrů. Pokrývá je mnoho ledovců - a vyskytují se tu i místa, kde lze podnikat krásné ledovcové túry. Je tu spousta značených cest, jež procházejí vysoko položenými, zelenými údolími, často však vedou i přes sutě a proplétají se mezi balvany.

## Hardangervidda
Norské slovo vidda znamená "dálka" - a ta je zde opravdu nekonečná. Tato největší evropská náhorní planina je relativně plochá a jenom v severní části je hornatější. Na některých místech dosahuje výšky kolem 1700 metrů. Ale i navzdory průměrné výšce od 1100 metrů do 1300 metrů nesmíme přípravy na túru podcenit. Hranice stromů se pohybuje kolem 900 metrů a vegetace tu má už arktický charakter; musíme neustále překonávat malá rašeliniště a bezpočet vodních toků. Proto si musíme obout boty odolávající vodě. Ve směru od západu k východu výrazně ubývá srážek. V celé Hardangerviddě se nacházejí pozůstatky po starých loveckých kulturách a obchodních stezkách, tzv. nordmannsslepa.

## Rondane
Velmi oblíbená turistická oblast. Rozkládá se na východě Norska, a proto vyniká sušším, stálejším podnebím bohatým na sluneční svit. V Rondane je deset hor vyšších než 2000 metrů, ale doba ledová je zformovala do oblých tvarů, takže na ně lze poměrně snadno vystoupit. Někdy trochu jednotvárná krajina s kamenitými ledovcovými údolími a morénami však je bohatě porostlá lišejníky a zejména na podzim se rozzáří barvami. Jako turistická oblast se Rondane dobře hodí zejména pro ty výletníky, kteří jsou v Norsku poprvé.

## Trollheimen
Na sever od pohoří Dovre a jižně od Trondheimu se rozkládá turisticky překrásné území Trollheimen. Je to krajina mnohotvárná a rozmanitá, která bez přestání nutí turistu k výstupům a sestupům. Břidlice bohatá na vápno tu podporuje mimořádně bujnou vegetaci a výskyt vzácných druhů rostlin. Zvlášť půvabný je kraj Innerdalen. V těchto končinách si přijdou na své horolezci. DNT pořádá také horolezecké kurzy.

## Setesdalheiene
Tato oblast, pro turistiku velmi rozmanitá, se rozkládá na úplném jihu země nad hranicí stromů. Setesdalheiene, Sirdalheiene, Suldalsheiene, to jsou jména, která lze po geografické stránce zahrnout do vysočiny Rogalandu. Setesdlaheiene se vyznačuje velikou proměnlivostí a pestrostí, ale také množstvím výstupů a sestupů. Údolí se šťavnatými zelenými loukami tu kontrastují s obnaženou skálou, velmi rozeklanou a posetou malými kameny. Najdeme zde mnoho řek a také jezer, která jsou zčásti uměle založená. Tato v cizině dosud skoro neznámá turistická oblast je snadno dosažitelná z Hamburku přes Kristiansand. Kromě toho šetří návštěvníkovu peněženku, protože tu převažují chaty, kde si turisté hospodaří sami.

## Femundsmarka
Také tento spíše tichý kraj patří k "zanedbávaným a přehlíženým" oblastem. Do krajiny, kterou charakterizuje původní borový les, je dobré spojení z Rørosu. Na jezeře existuje pravidelná lodní doprava, takže si můžeme vycházky zpestřit různými variantami. Nejvyšší bod vystupuje do výšky 1305 metrů, turistické stezky se pohybují mezi 800 a 900 metry.